# 山陽ジャスコ
山陽ジャスコ（さんようジャスコ）は、かつて存在していた地域系小売店のやまてやを母体として設立された、広島県を営業区域とするジャスコ系列の地域会社。

## 前身『やまてや』
山陽ジャスコは1960年（昭和35年）9月に設立された、広島県呉市に本拠地を置いていた中堅スーパーマーケット、やまてやおよび子会社のやまてや商事（やまてやしょうじ）を母体としている。
元々経営者同士は気心を知れた仲であったが、アメリカの小売業の共同視察で危機感を持ち1970年（昭和45年）6月に同業3社と共に業務提携し、1971年（昭和46年）7月に中国ジャスコ（ちゅうごくジャスコ）を設立。
その後、5年後・10年後の計を考え合併に合意。1972年（昭和47年）8月の『ジャスコ第二次合併』に、京阪ジャスコと共にジャスコ本体に合併。合併比率は1対0.35になった。事業は同年5月に設立された山陽ジャスコに引き継がれた。やまてや最終期には5店舗運営していた。
当時のやまてや社長はジャスコ合併時に、ジャスコの取締役および受け皿会社として設立された山陽ジャスコの社長に就任した。

## 概要
山陽ジャスコはやまてやの事業を引き継ぐ為に、1972年（昭和47年）5月20日に設立。同年8月20日にやまてやおよびやまてや商事のジャスコ合併と同時に事業を引き継いだ。合併時点で山陽ジャスコのキャッシュフローは潤沢で、本体の資金繰りに好影響を与えた。
1976年（昭和51年）の可部店出店で広島市に進出。以降、1980年（昭和55年）までに5店舗出店した。その後、1981年（昭和56年）に本社を広島市に移転した。1984年（昭和59年）に中国ジャスコと合併した。
1986年（昭和61年）には山陽ジャスコが仲介する形で、地元同業のみどりが親会社のジャスコと提携。翌1987年（昭和62年）12月に山陽ジャスコの社長がみどりの代表取締役社長にも就任した。その後、みどりには1992年（平成4年） - 1993年（平成5年）に掛けて山陽ジャスコの大型店3店を営業譲渡している。
1993年（平成5年）11月に本体のジャスコに営業譲渡し、山陽ジャスコは1994年（平成6年）2月に清算された。

## かつての店舗

### やまてや時代の店舗
| 店舗名  | 所在市町村   | その後 |
| ------- | ------------ | --- |
| 中通A店 | 広島県呉市   | ジャスコ呉店に転換後、1991年（平成3年）に閉店。現在のクレアル                                                                                  |
| 広店    | 広島県呉市   | 1978年（昭和53年）11月22日にスクラップアンドビルド 1993年（平成5年）にジャスコに経営譲渡 現在のイオン広店                                      |
| 堀川店  | 広島県呉市   | 1973年（昭和48年）3月に閉店 |
| 三原店  | 広島県三原市 | スクラップアンドビルドで1972年（昭和47年）11月2日に山陽ジャスコ三原店開店 1989年（平成元年）7月に再度スクラップアンドビルド 現在のイオン三原店 |
| 中通B店 | 広島県呉市   | 1973年（昭和48年）2月に閉店 |

### 山陽ジャスコ時代の店舗
| 店舗名   | 開店時期                   | 所在市町村   | 店舗面積 | その後 |
| -------- | -------------------------- | ------------ | -------- | --- |
| 三原店   | 1972年（昭和47年）11月2日  | 広島県三原市 | 5,800m2  | 1989年（平成元年）7月にスクラップアンドビルド 1993年（平成5年）11月にジャスコに譲渡 現在のイオン三原店                        |
| 呉店     | 1973年（昭和48年）3月23日  | 広島県呉市   | 7,247m2  | 開店当初は直営店舗で営業主体が山陽ジャスコ 1985年（昭和60年）に山陽ジャスコへ営業譲渡 1993年（平成5年）1月閉店 現在のクレアル |
| 下関東店 | 1974年（昭和49年）4月16日  | 山口県下関市 | 3,910m2  | 中国ジャスコの店舗として開店 1984年（昭和59年）8月に合併により移管 1992年（平成4年）9月にみどりに移管                         |
| 可部店   | 1976年（昭和51年）9月23日  | 広島県広島市 | 4,961m2  | 1992年（平成4年）に12月みどりに移管                                                                                           |
| みゆき店 | 1977年（昭和52年）11月25日 | 広島県広島市 | 3,900m2  | 1993年（平成5年）11月にジャスコに譲渡 現在のイオンみゆき店                                                                    |
| 広店     | 1978年（昭和53年）11月22日 | 広島県呉市   | 5,924m2  | 1993年（平成5年）11月にジャスコに譲渡 現在のイオン広店                                                                        |
| 安古市店 | 1980年（昭和55年）12月10日 | 広島県広島市 | 5,483m2  | 1993年（平成5年）10月にみどりに移管 翌11月にザ・ビッグに業態変換 現在のザ・ビッグ安古市店                                     |

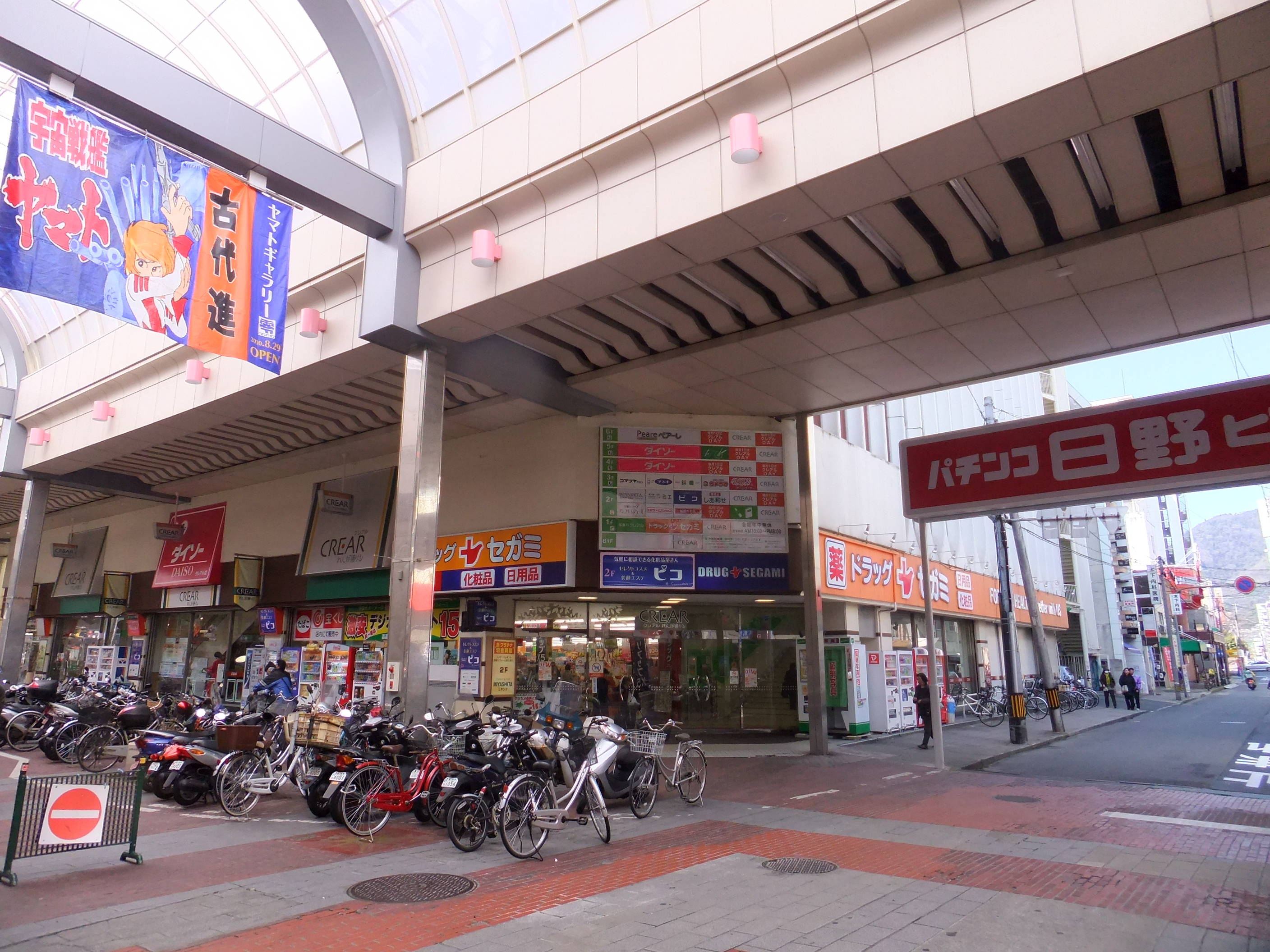
旧・ジャスコ呉店 （現・クレアル）
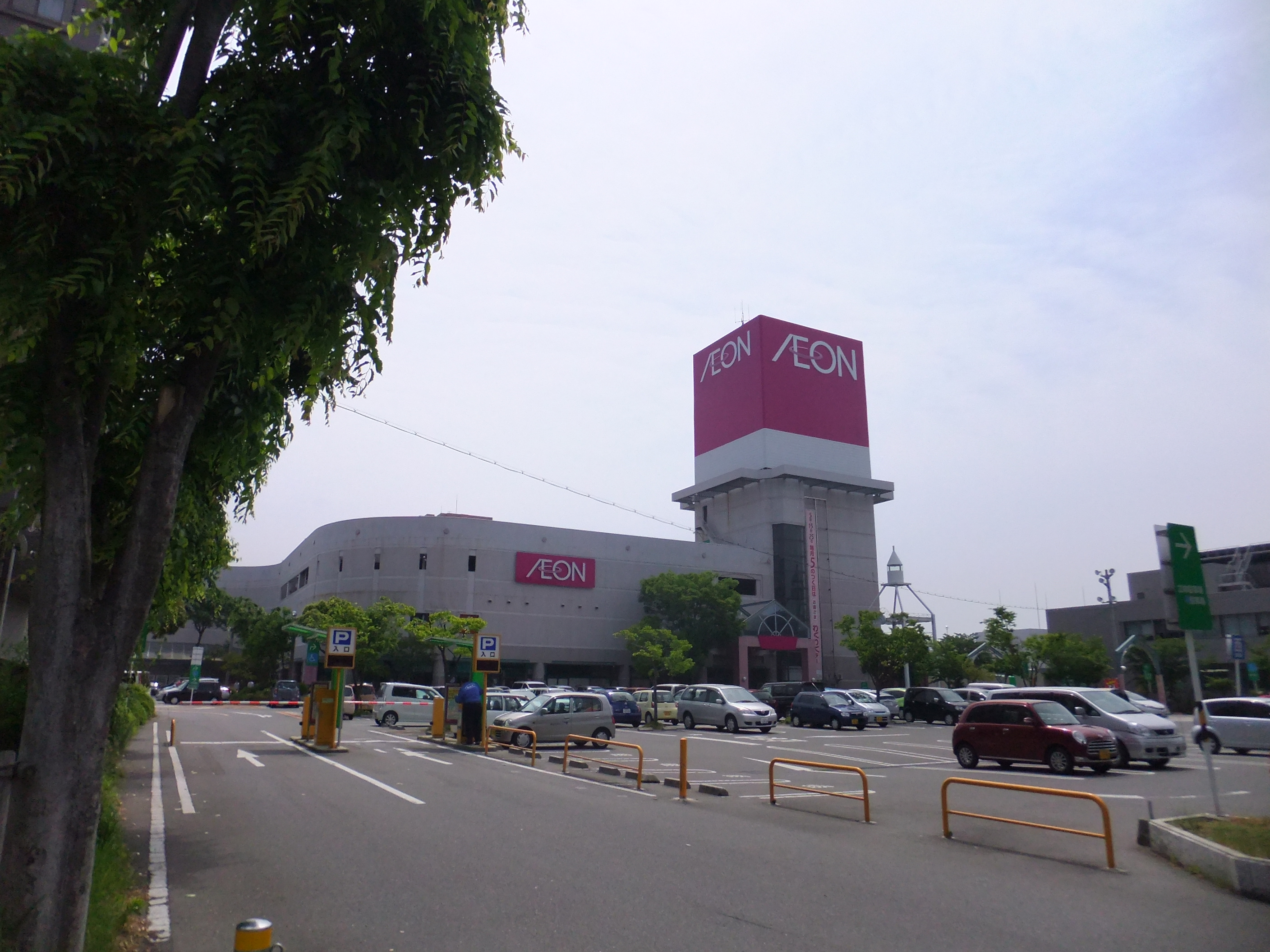
旧・ジャスコ三原店 （現・イオン三原店）
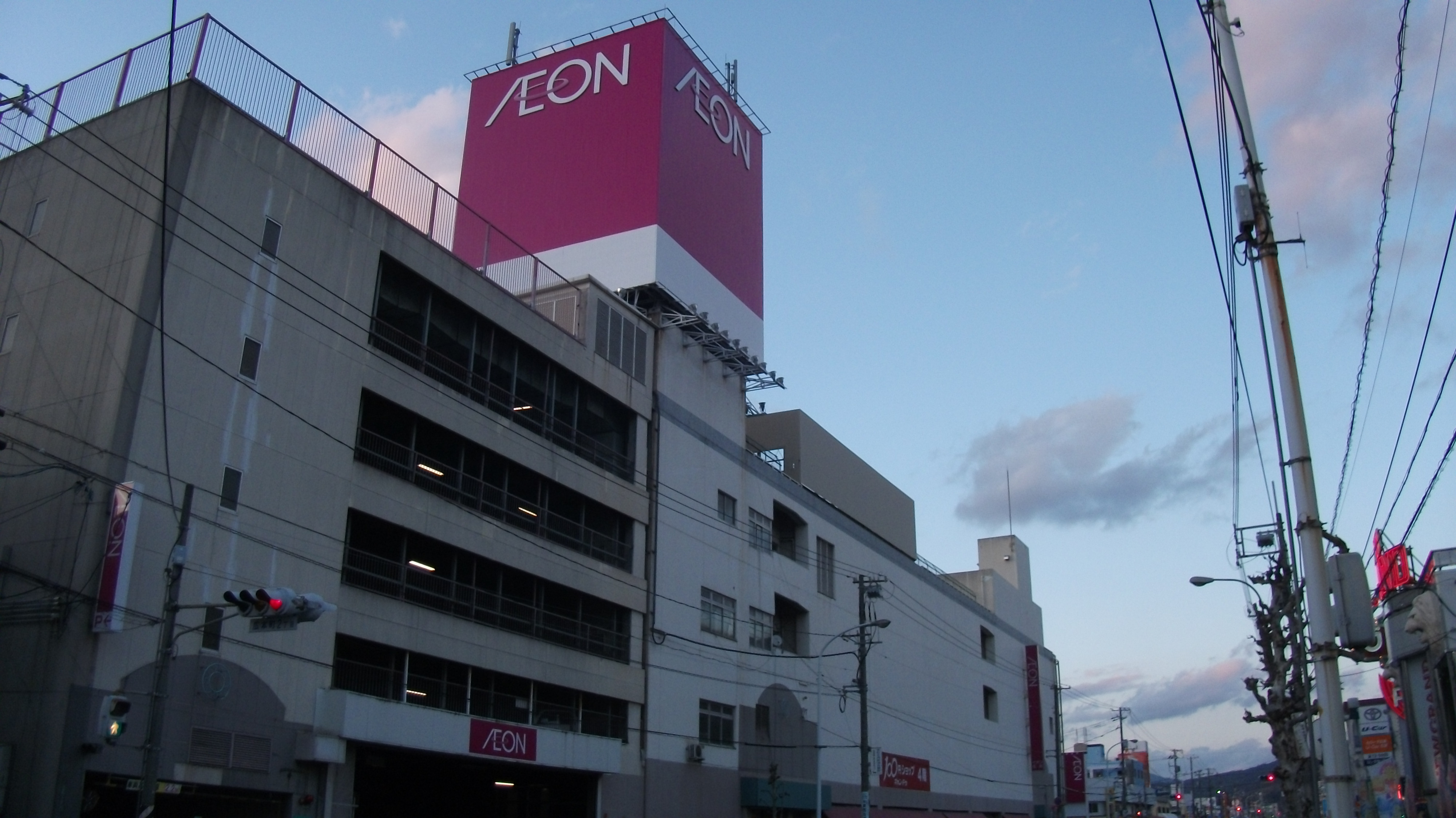
旧・ジャスコ広店 （現・イオン広店）
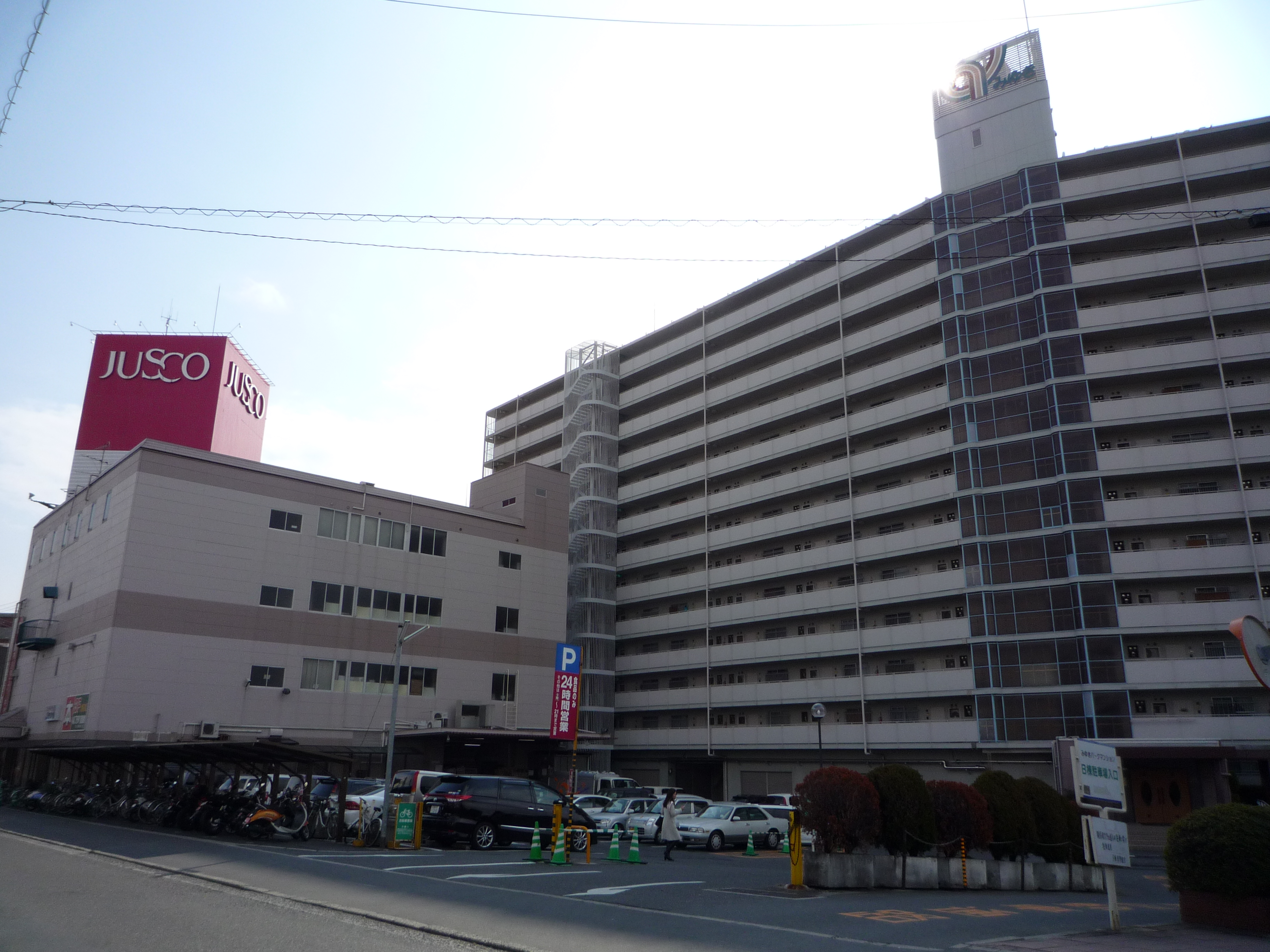
旧・ジャスコみゆき店 （現・イオンみゆき店）
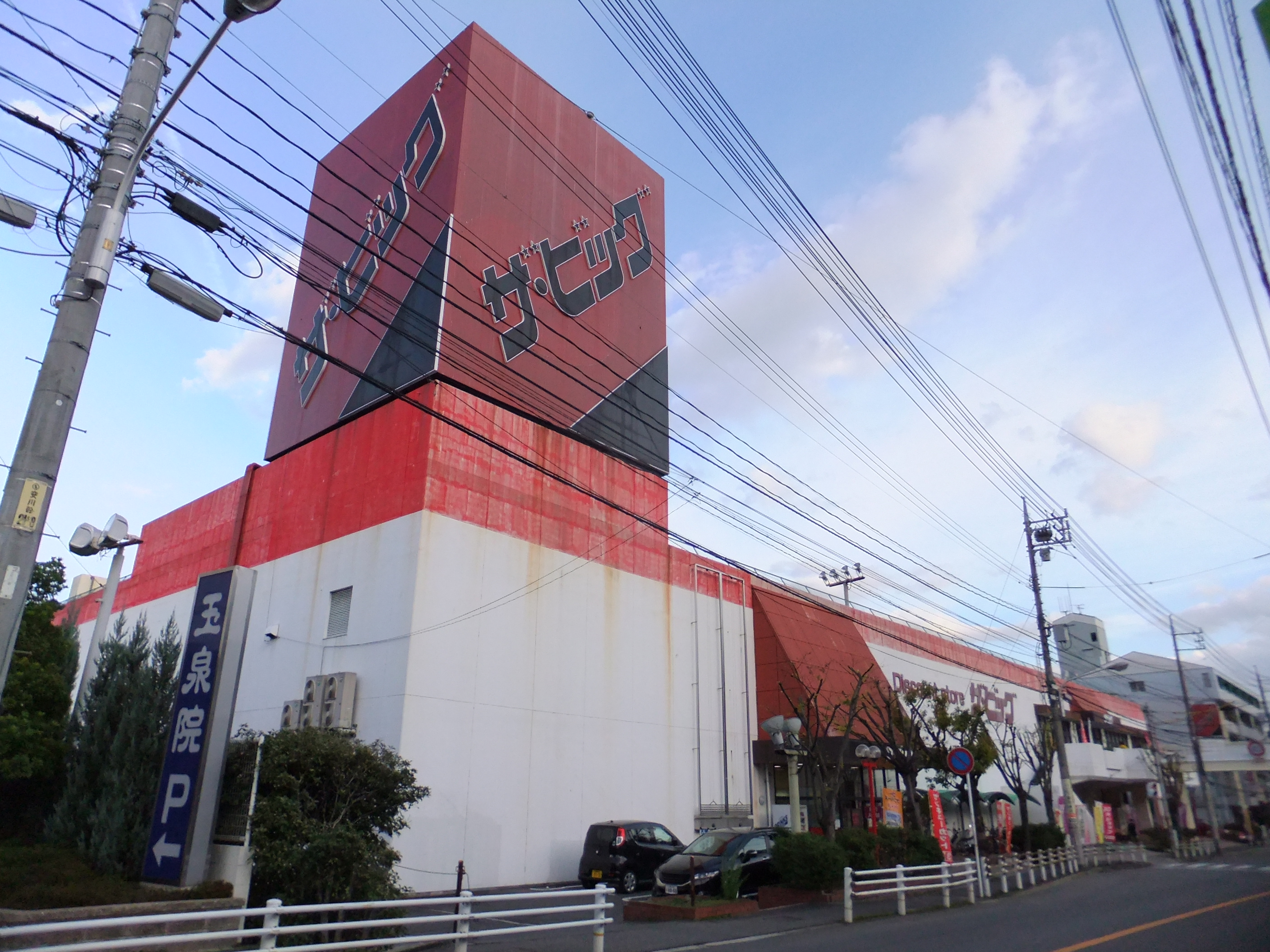
旧・ジャスコ安古市店 （現・ザ・ビッグ安古市店）